# Koszmosz–955
A Kozmosz–955 (cirill betűkkel: Космос–955) Koszmosz műhold, a szovjet műszeres műhold-sorozat tagja. 1980-tól alkalmazott Celina–D típusú (oroszul:Целина) második generációs rádiófelderítő műhold (RTR). Kódszáma: 1977-091A, típusjelzése: 11F619.

## Küldetés
Meghatározott űrkutatási és katonai programot hajtott végre. Feladata a földi adók (radar és rádió) pontos helyének, frekvenciájának, az alkalmazott eszköz típusának, az alkalmazás módjának (kódolt, nyílt), aktivitásának meghatározása. Hadműveletek során felerősödő kommunikáció ellenőrzése, lehetőséget biztosítva az előzetes figyelmeztetésre, további eszközök (védelmi) felkészítésére.

## Jellemzői
A dnyipropetrovszki Juzsnoj (DP VO) tervezőirodában kifejlesztett, ellenőrzése alatt gyártott műhold. Üzemeltetője a moszkvai MO (oroszul: Министерство обороны) minisztérium.
1977. szeptember 20-án a Pleszeck űrrepülőtérről egy Vosztok–2M (8A92M) hordozórakétával juttatták Föld körüli, közeli körpályára. Az orbitális egység alappályája 94,6 perces, 81,2 fokos hajlásszögű, elliptikus pálya perigeuma 493 kilométer, apogeuma 501 kilométer volt. Hasznos tömege 2500 kilogramm.
A sorozat felépítését, szerkezetét, alapvető fedélzeti rendszereit tekintve egységesített, szabványosított űreszköz. Hengeres formájú, átmérője 1 méter, hossza 3,5 méter, felületét napelemek burkolják. A napelemek energiája folyamatosan feltölti a (kémiai) akkumulátorokat, földárnyékban puffer-akkumulátorként biztosította a működés feltételeit. Pályasíkjában folyamatosan rögzítette a jeleket, vevőállomás aktivitásánál lejátszotta. Felderítési tevékenysége mellett egyéb űrvizsgálati (meteorológiai) szolgálatot is teljesített. Műszerezettsége lehetővé tette az önellenőrző funkció végrehajtását.
Az Discovery űrrepülőgép, biztonsági okok miatt pályapozíció változtatást hajtott végre, hogy elkerülje a műholddal való véletlenszerű találkozást.
2000. szeptember 7-én, 23 évi űrtartózkodás után belépett a légkörbe és megsemmisült.